# Kohala
Kohala è uno dei distretti della Contea di Hawaii, la maggiore delle isole dell'arcipelago delle Hawaii e suddiviso in Kohala Nord e Kohala Sud.

## Geografia fisica

### Territorio
L'area prende il nome dal monte Kohala, la più antica delle cinque grandi montagne vulcaniche dell'isola di Hawaii, ed era una delle cinque antiche divisioni dell'isola chiamata moku.
Vicino alla costa crescono foreste secche e in prossimità del monte Kohala è situata una foresta pluviale. Le abbondanti precipitazioni hanno permesso la formazione di piantagioni di canna da zucchero.

## Storia
Kamehameha I, primo sovrano del Regno delle Hawaii, nacque a nord Kohala a ovest di Hāwī, nell'antico sito chiamato Mo'okini Heiau.

## Monumenti e luoghi d'interesse

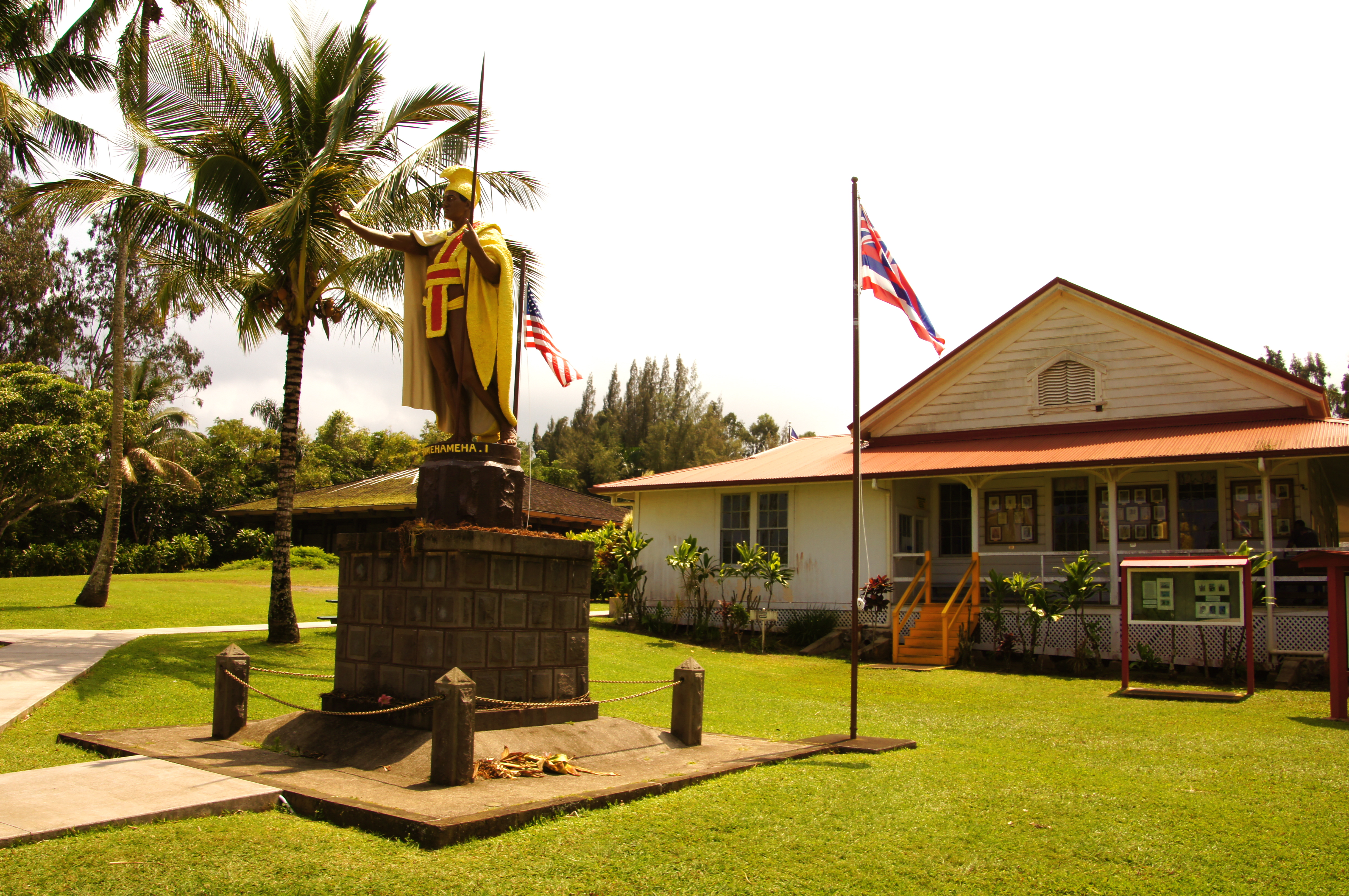
La statua originale di Kamehameha I.

Il Kohala Historical Sites State Monument conserva il Mo'okini Heiau, un monumento storico nazionale. La statua originale di Kamehameha si trova di fronte al centro della comunità di Kapa'au, mentre le sue copie si trovano presso l'Aliʻiolani Hale a Honolulu e all'interno del Campidoglio a Washington.
Il Bond District si trova nel distretto di Kohala settentrionale, costruito dalla famiglia Bond nel XIX secolo, diviso in tre sezioni: Bond Homestead, costruita nel 1840 dai missionari e successivamente dai proprietari terrieri Ellen e dal reverendo Elias Bond, ed espansa dai discendenti fino al 1900 circa; Kalahikiola Church e Kohal Seminary.

## Infrastrutture e trasporti

### Strade
L'Akoni Pule Highway (la statale 270) che fornisce l'accesso alla valle di Pololū. La Hawaii Belt Road collega, invece, l'estremità meridionale dell'Akoni Pule Highway a Kona a sud e Hāmākua a est. La Kohala Mountain Road (250) fornisce un collegamento tra Waimea e Hala'ula, Hāwī e Kapaau.

### Aeroporti
Kohala ha due piccoli aeroporti: l'aeroporto di Upolu a Upolu Point e l'aeroporto di Waimea-Kohala, a sud di Waimea.